# Schießberg (Sachsen-Anhalt)
Koordinaten: 51° 40′ 30″ N, 11° 32′ 57″ O

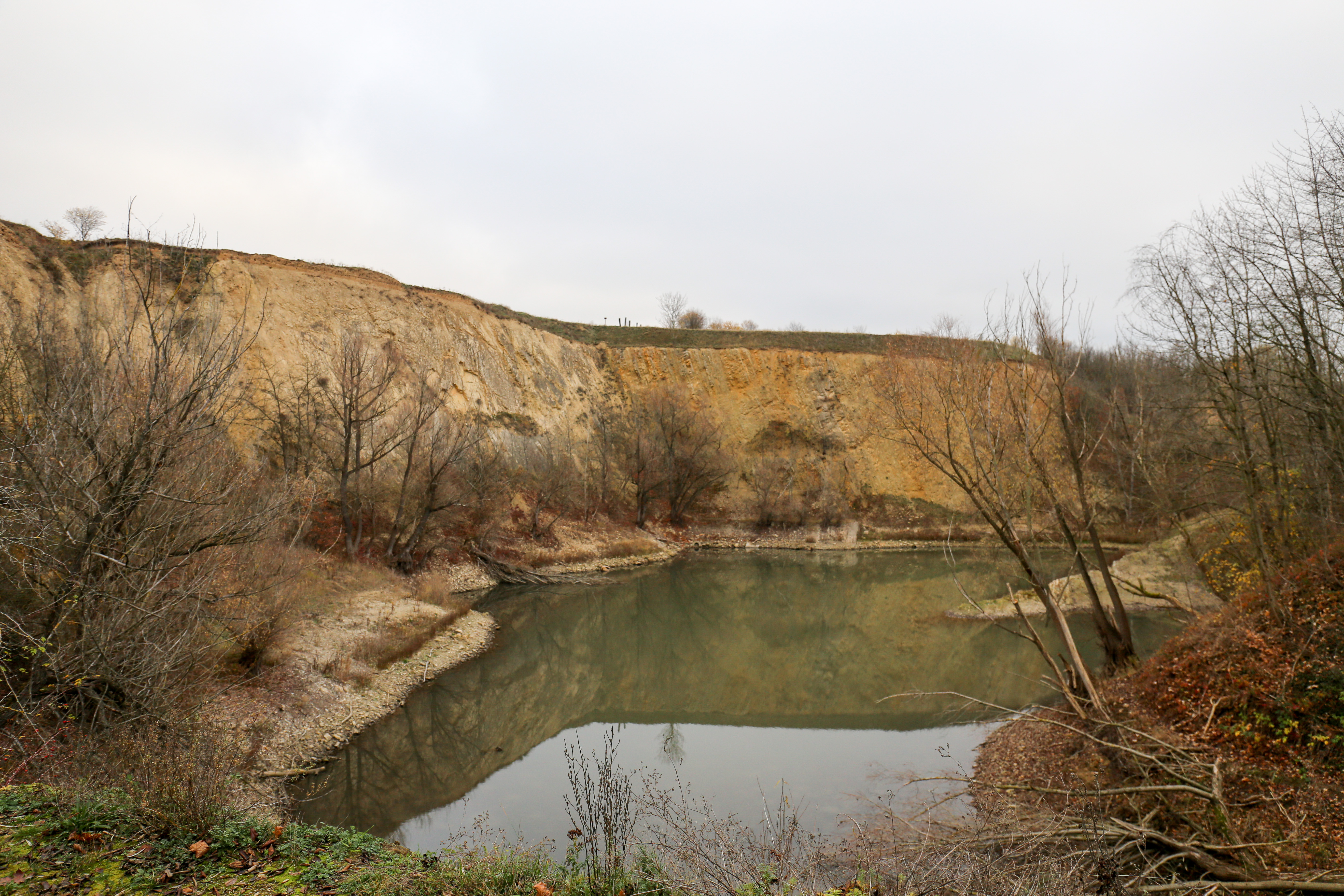
Der Kalksteinbruch des Naturschutzgebietes

Der Schießberg ist ein Naturschutzgebiet in der Stadt Arnstein im Landkreis Mansfeld-Südharz in Sachsen-Anhalt.
Das Naturschutzgebiet mit dem Kennzeichen NSG 0161 ist 10,3 Hektar groß. Ein Teil des Naturschutzgebietes ist Bestandteil des FFH-Gebietes „Trockenhänge im Wippertal bei Sandersleben“. Das Gebiet steht seit Ende 1995 unter Schutz (Datum der Verordnung: 2. November 1995). Zuständige untere Naturschutzbehörde ist der Landkreis Mansfeld-Südharz.
Das Naturschutzgebiet liegt zwischen den Arnsteiner Ortsteilen Sandersleben (Anhalt) und Wiederstedt in einem kleinen Seitental der Wipper. Es stellt ein Mosaik wertvoller Lebensräume inmitten der intensiv genutzten Agrarlandschaft des nordöstlichen Harzvorlandes unter Schutz. Im südlichen Bereich des Naturschutzgebietes haben sich am Südhang des Rüsterberges Felsfluren, Trocken- und Halbtrockenrasen entwickelt. Hier wachsen Deutscher Fransenenzian, Frühlingsadonisröschen und Orchideen wie das Stattliche Knabenkraut. Am südlichen Rand des Schutzgebietes befinden sich Streuobstwiesen mit Trockenrasen als Unterbewuchs, an die sich dichtes Gehölz aus Sanddorn, Schlehe und Rosenarten anschließt. Etwa in der Mitte des Naturschutzgebietes befindet sich ein aufgelassener Kalksteinbruch, in dem die Schichtenfolge des Unteren Muschelkalkes aufgeschlossen ist. Der Steinbruch ist teilweise mit Wasser vollgelaufen. Entlang eines das Naturschutzgebiet durchquerenden Grabens hat sich ein Auwaldrest aus Pappeln, Weiden, Vogelkirschen und artenreicher Strauchschicht erhalten. An den Auwaldrest schließt sich im nordwestlichen Teil des Naturschutzgebietes ein Feldgehölz aus Gewöhnlicher Esche, Weide, Schwarzem Holunder, Weißdorn, Gemeine Hasel, Eiche, Spitzahorn und Feldulme an.
Das Naturschutzgebiet ist Lebensraum zahlreicher Vogelarten, darunter Neuntöter, Nachtigall, verschiedene Grasmückenarten, Heckenbraunelle, Singdrossel, Wendehals und Beutelmeise. Im ehemaligen Steinbruch leben verschiedene Amphibien, darunter Grasfrosch, Erdkröte und Teichmolch. Das Stillgewässer im Steinbruch beherbergt auch ein bedeutendes Vorkommen des bestandsbedrohten Moderlieschens. Ein ehemaliger Stollen des Steinbruchs dient als Quartier für die Fledermausarten Breitflügelfledermaus, Wasserfledermaus, Zwergfledermaus und Braunes Langohr.
Das Naturschutzgebiet wird von landwirtschaftlichen Nutzflächen umgeben. Im Süden grenzt es an die Landesstraße 152.